# Kinga Czuczor
Kinga Czuczor (Nové Zámky, 1972) è una modella ungherese.

## Biografia
Vinse il titolo di Miss Ungheria nel 1990 e prese parte al concorso di Miss Mondo in rappresentanza dell'Ungheria l'8 novembre 1990 al London Palladium.